# Hipermátrix
Hipermátrixnak nevezzük az olyan mátrixokat, amelyek elemei szintén mátrixok.

## Példa
Az alábbi mátrix legyen n=3 és m=4, így n*m elemszámú:
{\displaystyle A={\begin{bmatrix}2&0&3&12\\-1&0&28&-4\\4&-9&5&10\\-2&4&-1&-3\\\end{bmatrix}}}
És legyen B mátrix minden eleme A mátrix!
{\displaystyle B={\begin{bmatrix}A&A&A&A\\A&A&A&A\\A&A&A&A\\A&A&A&A\\\end{bmatrix}}}
Így B mátrix egy hipermátrix.